# Харбор-Сити (Гонконг)
Харбор-Сити (Harbour City, 海港城) — один из крупнейших в Гонконге торговых, офисных и гостиничных комплексов. Расположен в районе Чимсачёй (округ Яучимвон), вдоль западной стороны Кантон-роуд от пирса Star Ferry на юге до China Hong Kong City на севере. Состоит из нескольких частей: Marco Polo Hong Kong Hotel, Ocean Terminal, Ocean Centre, The Gateway и Pacific Club Kowloon. Принадлежит корпорации The Wharf (Holdings), которая входит в состав многопрофильного конгломерата Wheelock & Co.
На территории Харбор-Сити расположены более 450 магазинов, 50 ресторанов и баров, два кинотеатра, три отеля, офисные и жилые здания, роскошный частный клуб отдыха. Розничная торговля сосредоточена в пяти секциях общей площадью 2 млн квадратных футов — Gateway Arcade, Ocean Centre, Ocean Terminal, Marco Polo Hong Kong Hotel Arcade и Star Annex.
Общая площадь Харбор-Сити составляет 8,3 млн квадратных футов (в том числе 4,4 млн квадратных футов офисной недвижимости). Харбор-Сити имеет удобное транспортное сообщение, до него можно добраться на автобусе, метро, такси и пароме. В составе комплекса имеется четыре автостоянки на 2 тыс. парковочных мест.

## История

Схема комплекса

Нынешний комплекс Харбор-Сити основан на месте Hongkong and Kowloon Wharf and Godown — исторических причалов и складов, построенных в Коулуне во второй половине XIX века. Для управления ими в 1886 году была основана The Hong Kong and Kowloon Wharf and Godown Company, сегодня известная как публичная компания The Wharf (Holdings) Limited.
Первая фаза строительства Харбор-Сити была завершена в 1966 году, дополнения и изменения в составе комплекса производились в 1977, 1982, 1984, 1994, 1998 и 1999 годах. Кроме того, в 1986—1989, 2001—2003, 2012—2015 годах происходили ремонтные и реставрационные работы.
В 1966 году был построен Ocean Terminal, который долгое время был единственным терминалом в Гонконге, способным принимать круизные лайнеры, в 1977 году — Ocean Centre. В 1982 году в составе Харбор-Сити открылись отель Gateway, World Commerce Centre и две башни World Finance Tower, в 1984 году — Prince Hotel, в 1986 году — отель Marco Polo Hong Kong. В 1994 году были построены офисные башни The Gateway Tower 1 и The Gateway Tower 2. В 1998 году были закончены башни The Gateway Tower 5 и The Gateway Tower 3 (Prudential Tower), а в 1999 году — башня The Gateway Tower 6. В том же 1999 году начали функционировать жилые помещения повышенной комфортности Gateway Apartments.

## Структура
| Название                               | Высота, м | Этажность | Назначение                 |
| -------------------------------------- | --------- | --------- | -------------------------- |
| The Gateway Tower 2                    | 129       | 36        | Офисы                      |
| The Gateway Tower 1                    | 129       | 36        | Офисы                      |
| The Gateway Tower 6                    | 129       | 35        | Офисы и торговые помещения |
| The Gateway Tower 5                    | 129       | 35        | Офисы и торговые помещения |
| The Gateway Tower 3 (Prudential Tower) | 129       | 35        | Офисы и торговые помещения |
| Prince Hotel                           | 60        | 18        | Отель и торговые помещения |
| Wharf T&T Centre (New T&T Building)    | 60        | 18        | Офисы и торговые помещения |
| Ocean Centre                           | 60        | 18        | Офисы и торговые помещения |
| Gateway Hotel                          | 60        | 18        | Отель                      |
| World Finance Tower (South)            | 60        | 18        | Офисы и торговые помещения |
| World Finance Tower (North)            | 60        | 18        | Офисы и торговые помещения |
| Marco Polo Hong Kong Hotel             | 60        | 18        | Отель и торговые помещения |
| World Commerce Centre                  | 60        | 18        | Офисы и торговые помещения |

- The Gateway расположен в северной части комплекса, состоит из девяти офисных и жилых башен, отелей Gateway и Prince, торгового атриума. В башнях расположены офисы STMicroelectronics, Cathay Pacific, Dragonair, All Nippon Airways, Computer Management Group и других компаний. В состав торгового центра Gateway Arcade входят магазины Dolce & Gabbana, Gucci, Versace, Prada, Yves Saint Laurent, Marc Jacobs, Giorgio Armani, Balenciaga, Fendi, Gap, Hugo Boss, Berluti, Jimmy Choo, Christian Louboutin, Valentino, Bottega Veneta, Trussardi, Kenzo, Chloé, Mulberry, Tod`s, Loro Piana, Lanvin, а также множество ресторанов, баров и кинотеатр, находящиеся под управлением компании Golden Harvest.

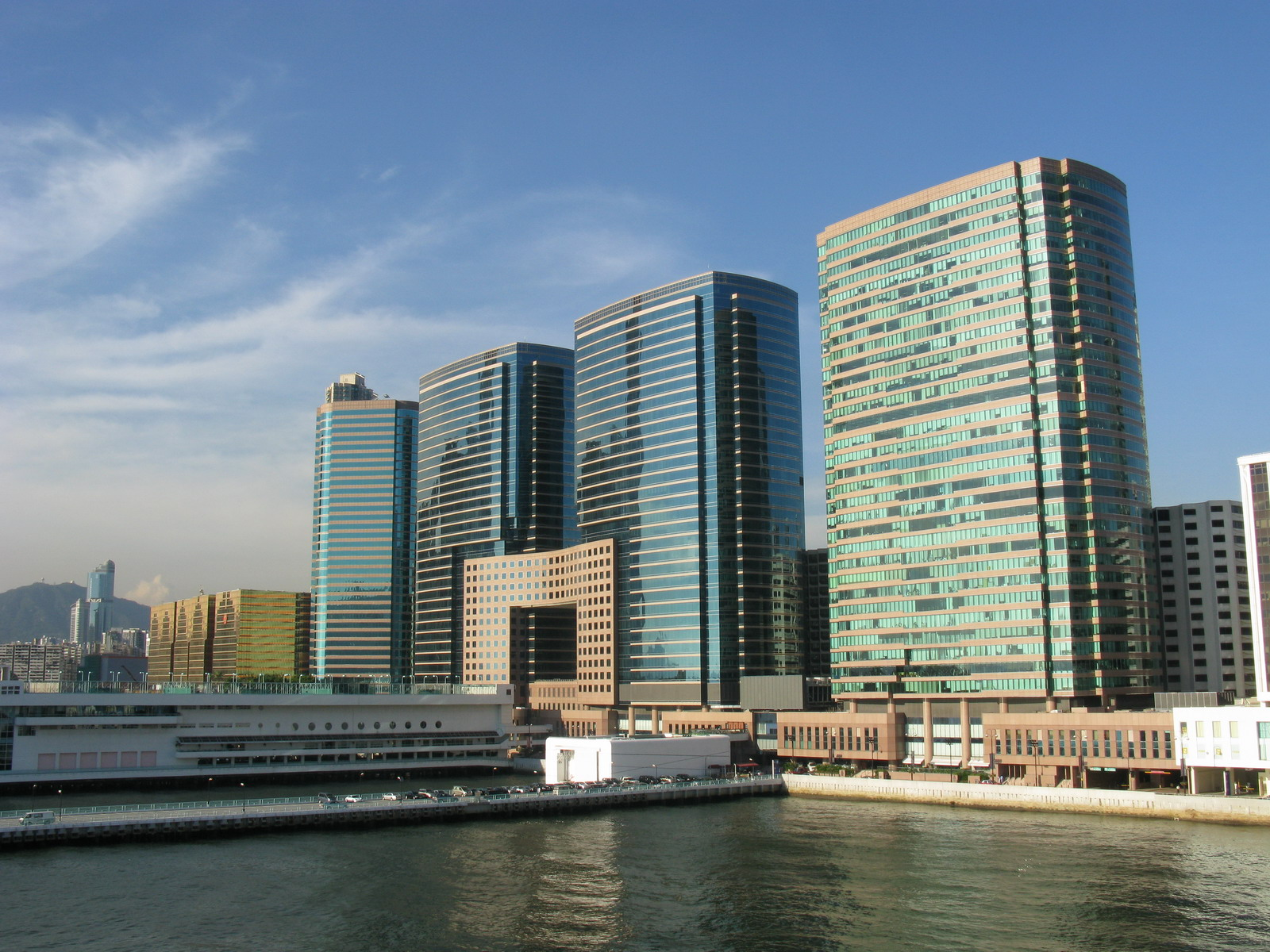
Офисные башни
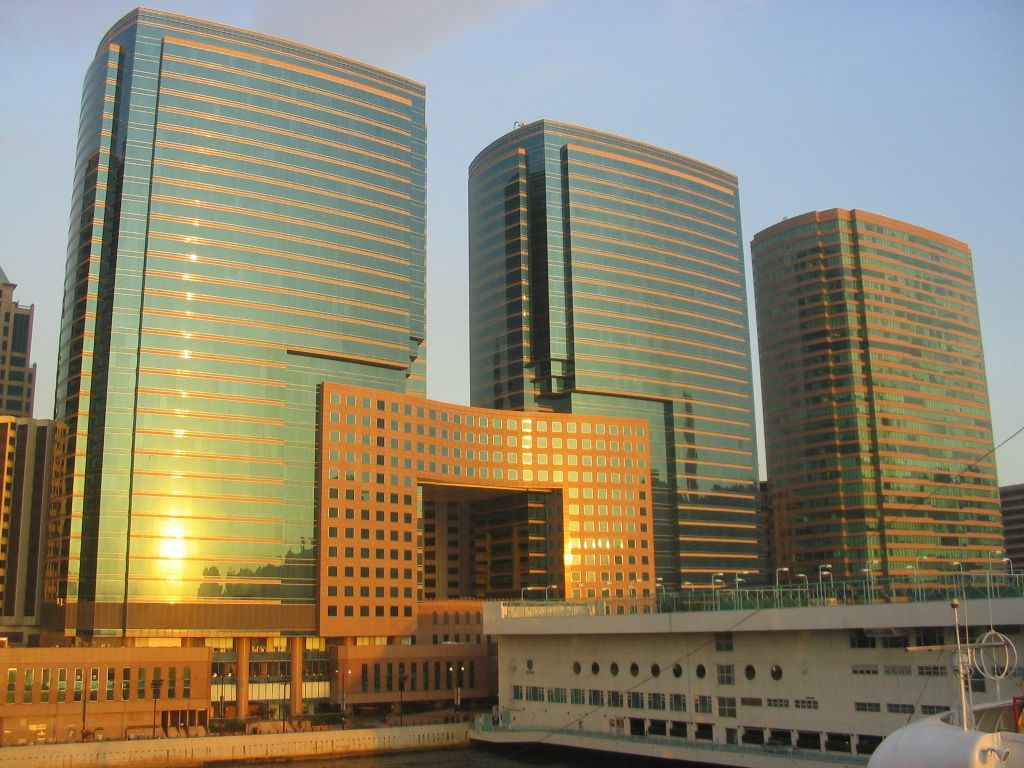
Офисные башни
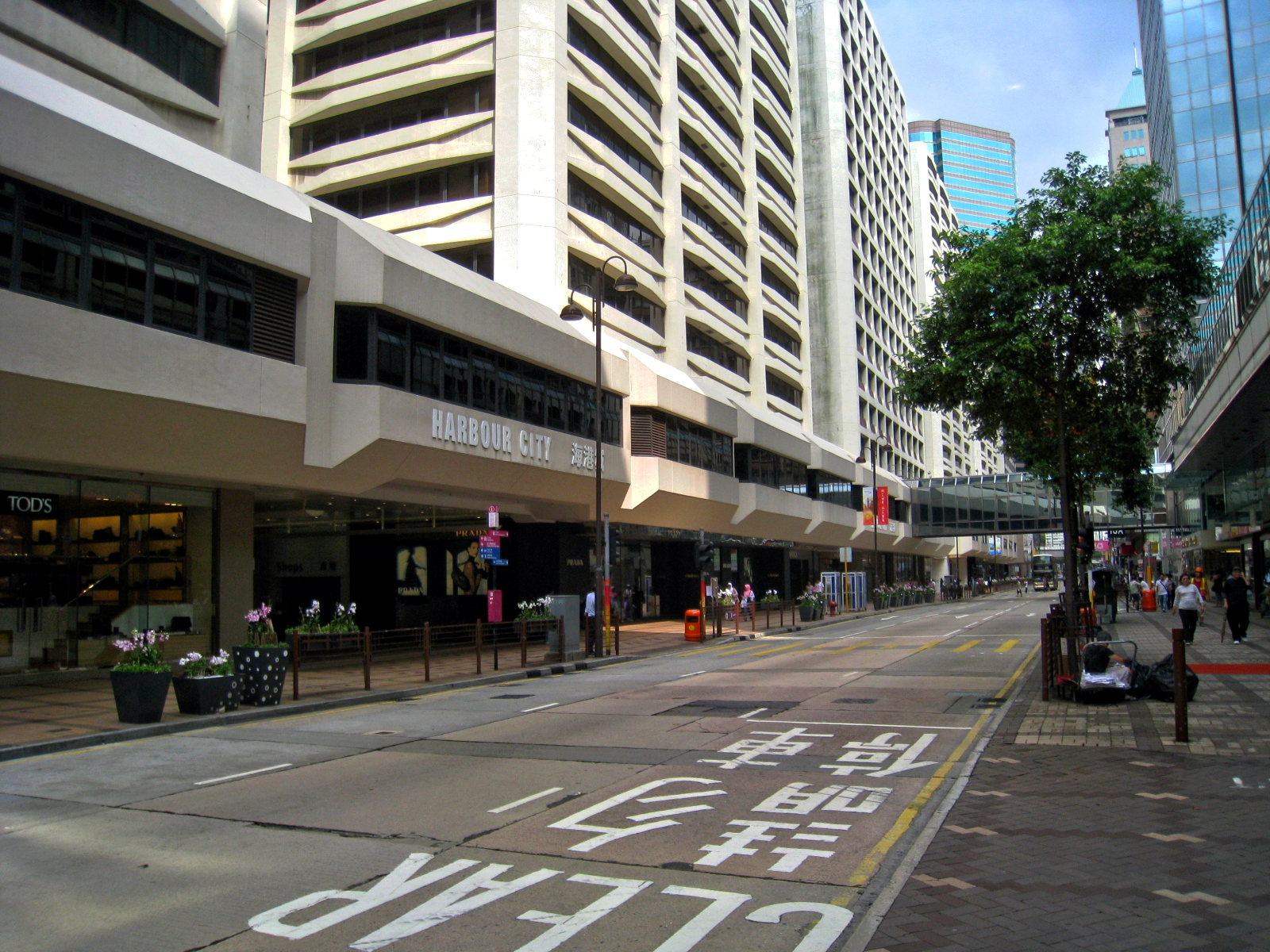
Кантон-роуд
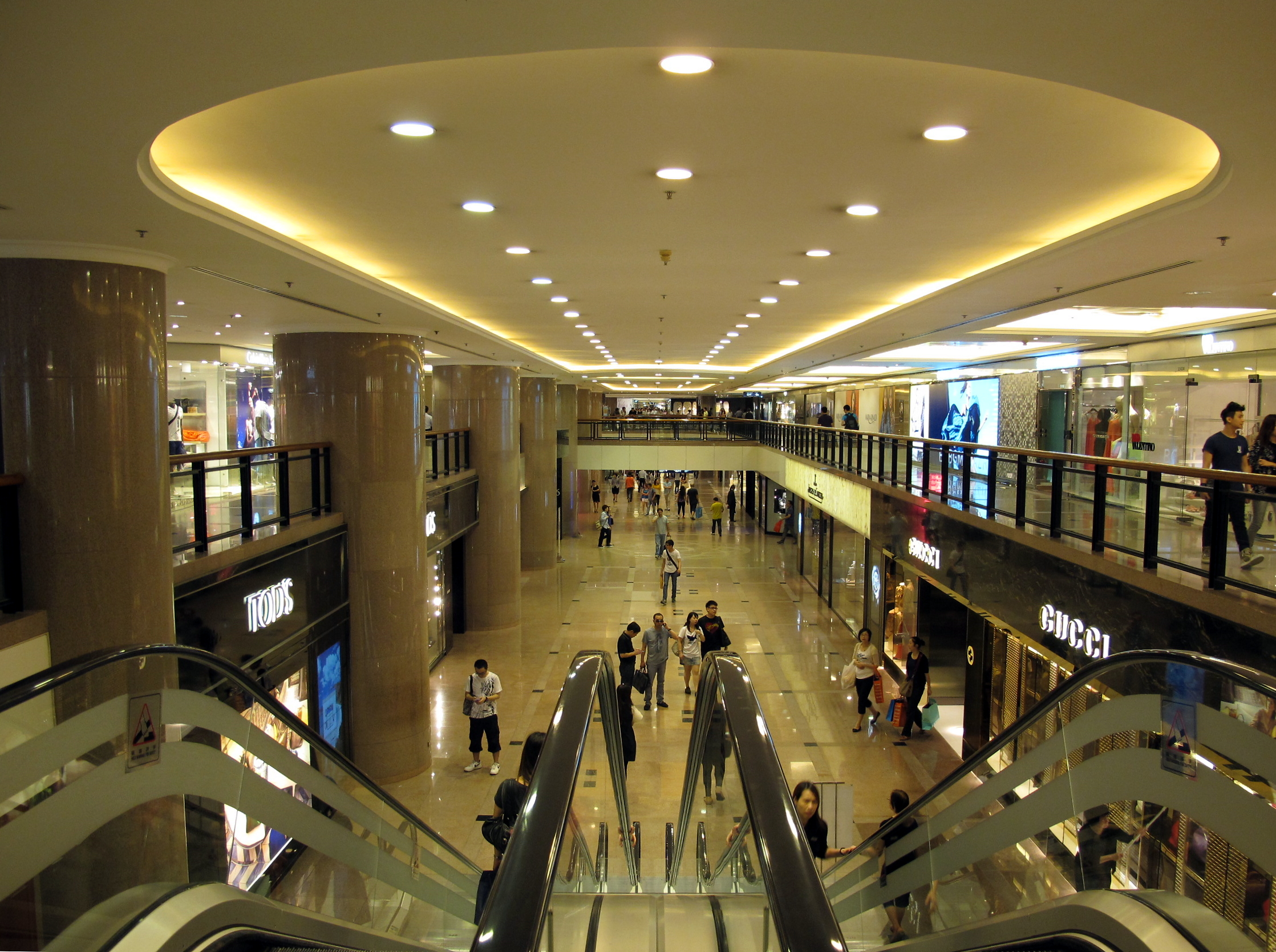
Торговый центр

- Pacific Club Kowloon является эксклюзивным клубом для отдыха и занятий спортом (объединяет залы для фитнеса, теннисные корты, боулинг, игровые площадки для детей, бассейн, джакузи, спа и рестораны). Он расположен на пирсе и доступен для жителей Gateway Apartments и гостей отелей Marco Polo Hongkong, Gateway и Prince[24].

- Ocean Centre расположен между отелем Marco Polo и южной частью The Gateway. В торговой части атриума расположены магазины Salvatore Ferragamo, Chanel, Louis Vuitton, Bulgari, Hermès, Jimmy Choo, Bally, Marks & Spencer, Leica, Samsung, в офисной части — штаб-квартиры The Wharf (Holdings) Limited и телекоммуникационной компании Wharf T&T[25].

- Marco Polo Hongkong Hotel расположен в южной части комплекса. В здании отеля также расположены штаб-квартира гостиничной сети Marco Polo Hotels[26], универмаг Lane Crawford и кинотеатр Golden Harvest.

- Ocean Terminal предназначен для посадки пассажиров на морские паромы и океанские круизные лайнеры. В состав транспортного комплекса входят торговые площади с магазинами и точками общественного питания (в том числе ресторан KFC, магазины детских товаров United Colors of Benetton, Stella McCartney, Ralph Lauren, Fendi, Burberry, Gucci, Tommy Hilfiger, Dolce & Gabbana, Armani, Dior, Roberto Cavalli, Chicco, универмаг игрушек Toys "R" Us), а также автостоянка и спортивный центр.

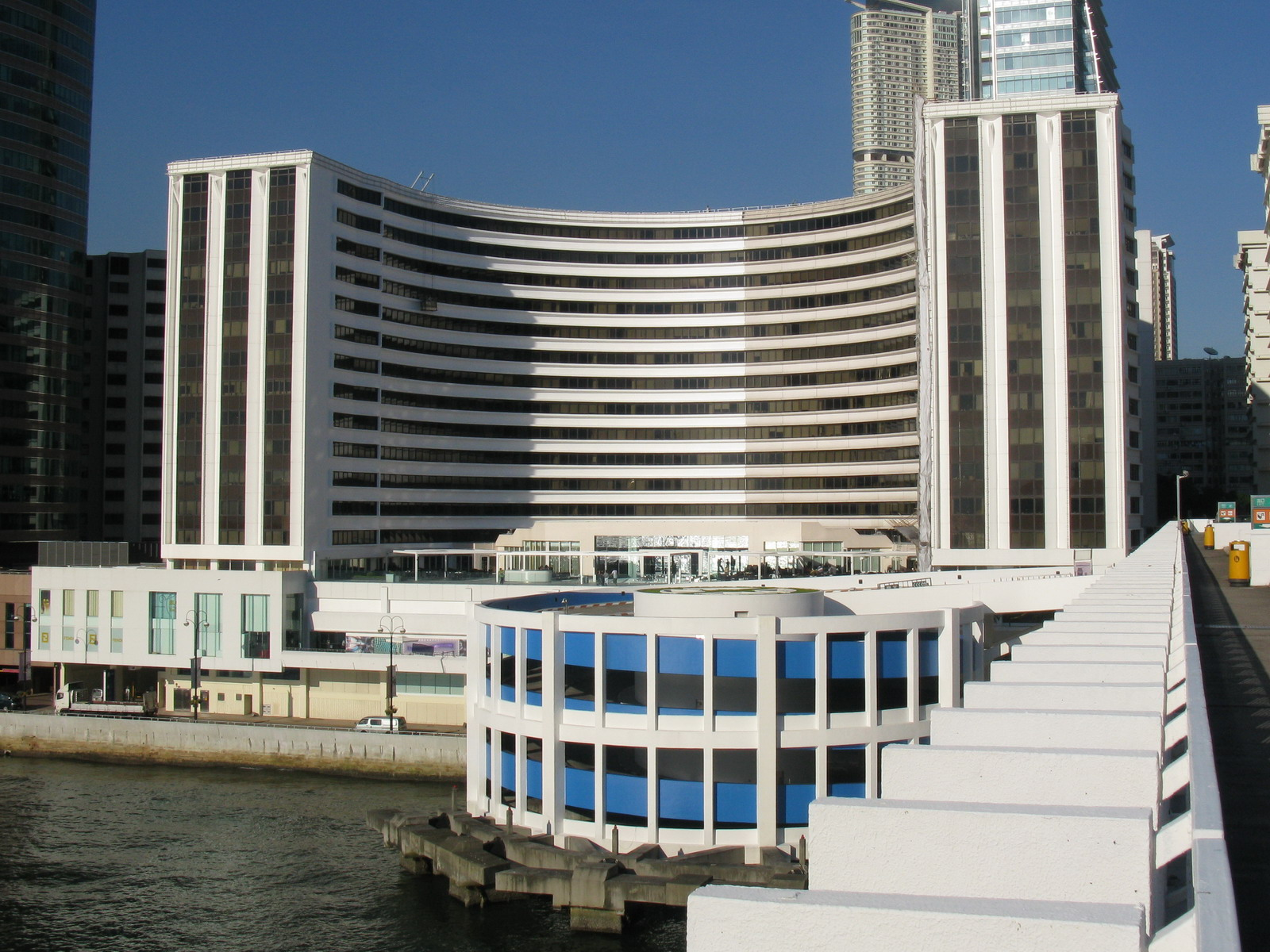
Ocean Centre
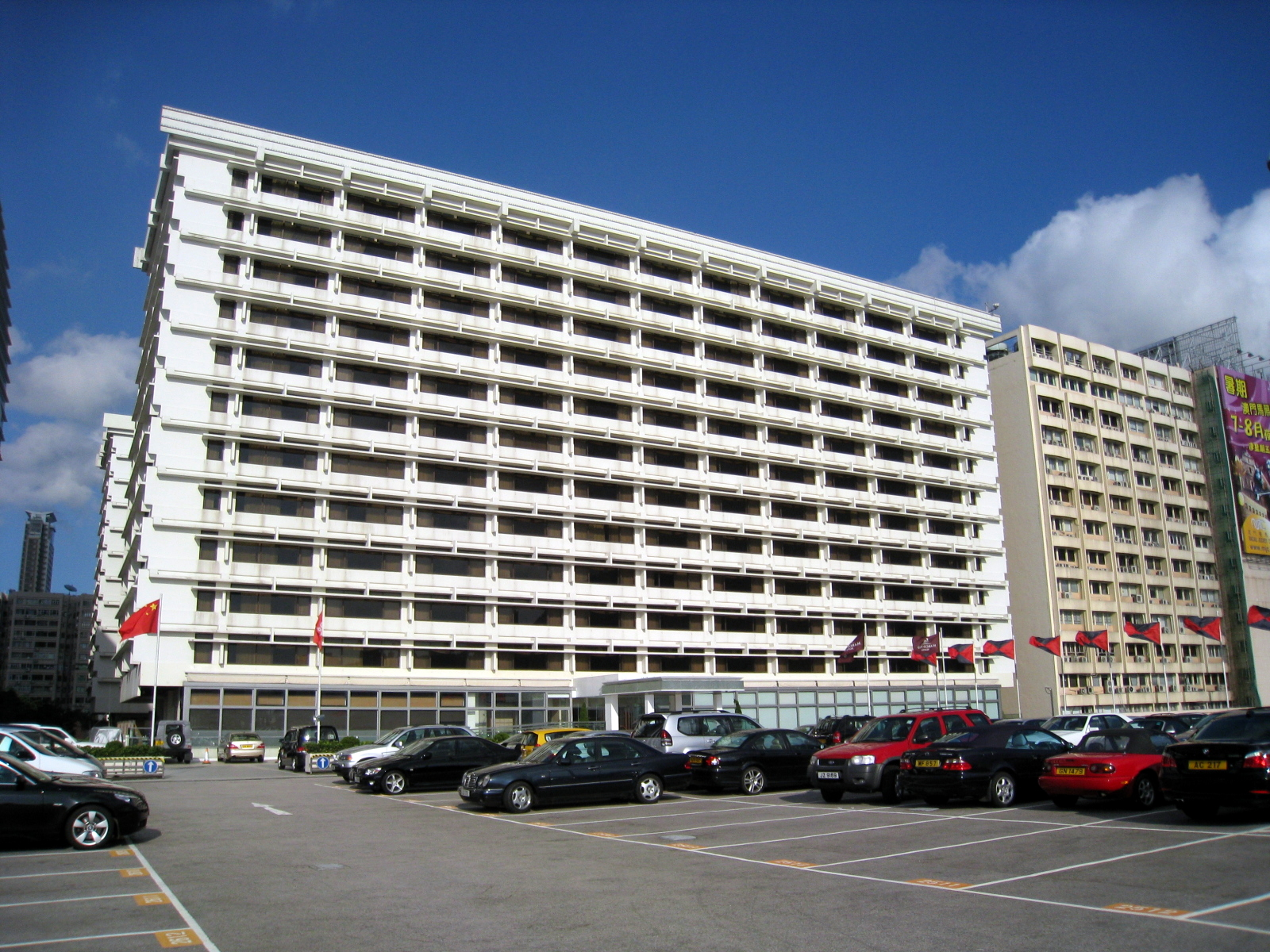
Marco Polo Hongkong
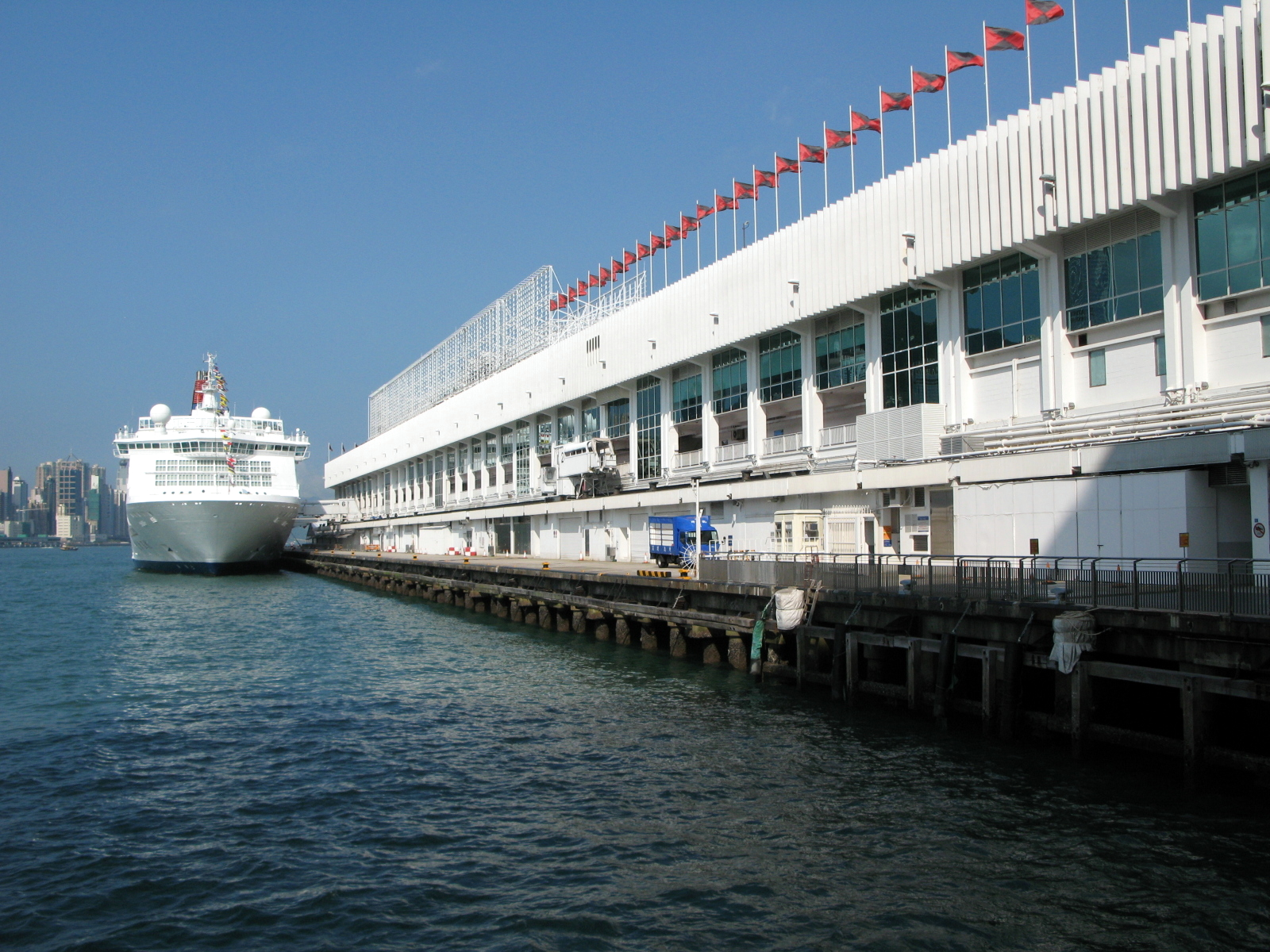
Ocean Terminal
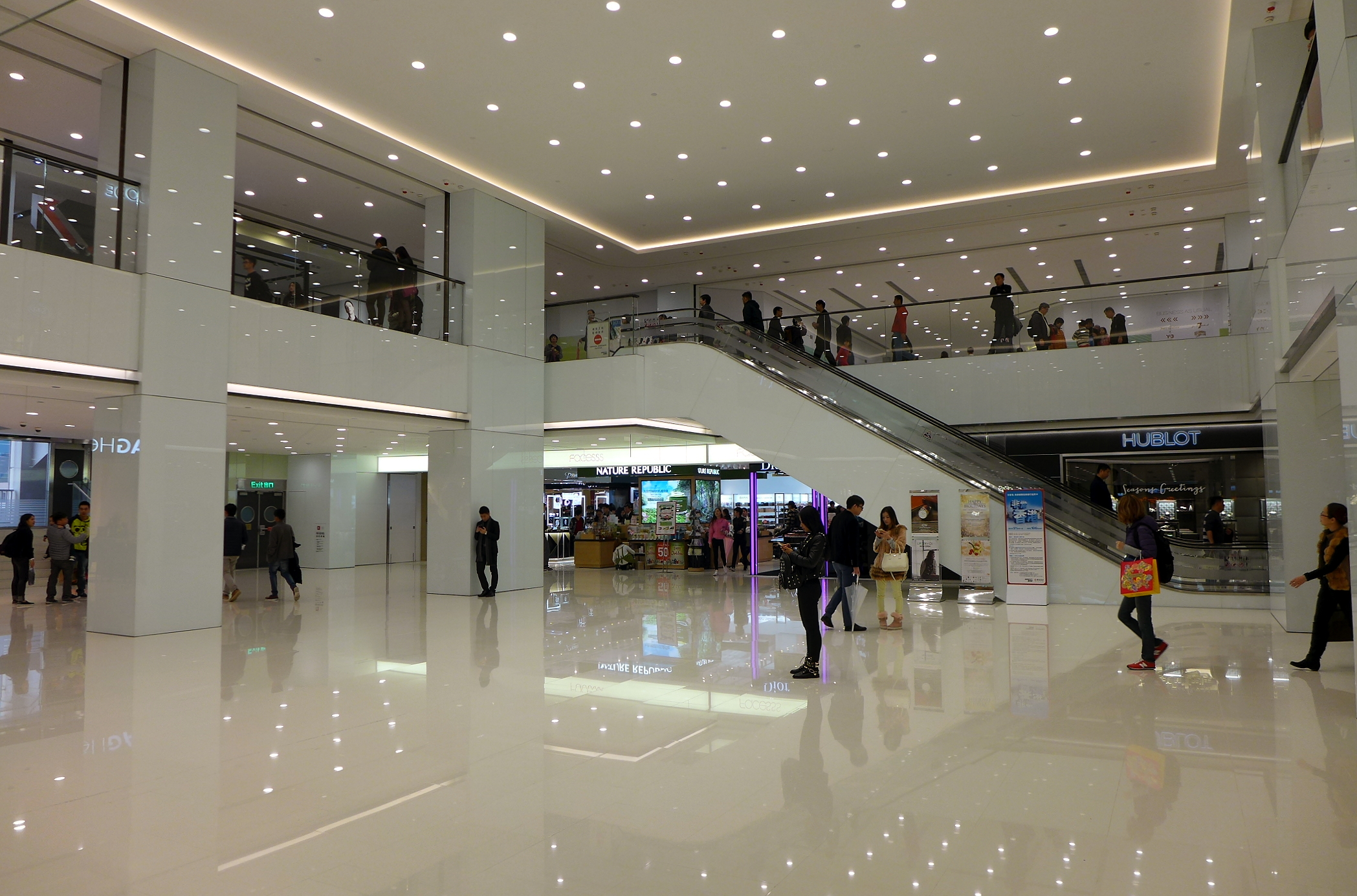
Атриум Ocean Terminal

## В культуре
Во втором сезоне телесериала «Вершина озера» детектив Гриффин, которую играет Элизабет Мосс, расследует преступление, совершённое в Харбор-Сити.